# Marele Duce Andrei Vladimirovici al Rusiei
Marele Duce Andrei Vladimirovici al Rusiei (14 mai 1879 – 30 octombrie 1956) a fost membru al familiei imperiale ruse, fiul cel mic al Marelui Duce Vladimir Alexandrovici al Rusiei și al Marii Ducese Maria Pavlovna. În urma Revoluției Ruse din  1917 a părăsit Rusia și s-a căsătorit cu amanta sa Mathilde Kschessinska în 1921. A pretins paternitatea fiului lui Kchessinska, Prințul Vladimir Romanovski-Krasinski